# جیمز جارویز
جیمز جارویز (زاده ۱۶ فوریه ۱۹۲۴ – درگذشته ۱۹ ژوئن ۲۰۱۵) یک نقاش آمریکایی بود، که در کالیفرنیای جنوبی سکونت داشت.

## تاریخچه
جارویز در ایندیاناپولیس، ایالت ایندیانا متولد شد و بعدتر در شیکاگو و پیتسبورگ زندگی کرد. و در نهایت در سال ۱۹۴۶ به لس‌آنجلس نقل مکان کرد. او به همراه فرناند لژر در دانشگاه کارنگی ملون در پیتسبورگ و اکول دارت/ بیاریتز، فرانسه تحصیل کرد. او موفق شد مدرک کارشناسی را در سال ۱۹۵۲ از دانشگاه کالیفرنیای جنوبی (ادامه در سال ۱۹۵۳ در دانشگاه ییل) دریافت کرد. در ادامه نیز در سال ۱۹۵۴ مدرک کارشناسی ارشد را از دانشگاه کالیفرنیای جنوبی دریافت کرد. جارویز در سال ۱۹۶۹ به سانتا باربارا نقل مکان کرد و از سال ۱۹۹۱ به بعد به‌عنوان رئیس بخش هنرهای زیبا و نمایشی در کالج آکسنارد خدمت کرد. او بر نسل جدیدی از نقاشان، از جمله هنری تیلور تأثیر گذاشت.

## فعالیت هنری
در سال ۱۹۵۸، دوروتی کنینگ میلر، مسئول موزه هنر مدرن، جیمز جارویز را برای شرکت در شانزدهمین نمایشگاه آمریکایی این موزه (دسامبر ۱۹۵۸ – فوریه ۱۹۵۹) انتخاب کرد. آثار جارویز در کنار کارهایی از جی دفیو، جاسپر جانز، السورث کلی، رابرت راوشنبرگ و فرانک استلا به نمایش درآمدند. با توجه به پتانسیل بالای هنری، شغل معلمی، خانواده و سبک زندگی شهری او مانع از ادامه فعالیت حرفه‌ای‌اش شد، و جارویز در آن زمان به شهرت نرسید. اما به فعالیت هنریی خود ادامه داد.
در سال ۲۰۱۲، مرکز هنرهای زیبا لوئیس استرن در نمایشگاه «داستان جیمز جارویز و هادسن ریور» فرصتی را در اختیار جارویز قرار داد تا خود را ثابت کند.
در آخرین نمایشگاه او در مرکز هنرهای زیبا لوئیس استرن، با نام «جیمز جارویز: کلاژهای ردوکس»، گزیده‌ای از آخرین کارهای او (از سال ۱۹۸۹ تا ۲۰۱۳) به نمایش گذاشته شد. این نمایشگاه با نقد مثبتی از سوی فلیپ دروژوسکا به همراه داشت. به نظر او، این آثار شاداب‌ترین آٍثار هنری در نمایشگاه آوریل ۲۰۱۵ بودند. در زمان برگزاری نمایشگاه جیمز جارویز ۹۱ ساله بود و با انرژی زیادی در مراسم افتتاحیه شرکت کرد.
نقاشی‌ها و کلاژهای او را می‌توان در مؤسسه اسمیتسونین در واشینگتن دی‌سی و موزه هنر مدرن در نیویورک یافت. گالری آلبرایت ناکس سری شماره ۳۰ مجموعه «مکتب هادسن ریور» را در سال ۱۹۵۷ خریداری کرد و موزه هنر کارنگی نیز در همان سال (۱۹۵۷)‌ سری شماره ۱۶ مجموعه «مکتب هادسن ریور» را خریداری کرد. موزه هیرشهورن و باغ مجسمه در مؤسسه اسمیتسونین در واشینگتن دی‌سی چندین اثر منحصربه‌فرد او را در خود جای داده‌است. موزه هنر مدرن در نیویورک، مالک نقاشی شماره ۳۲ مجموعه مکتب هادسن ریور است. در حال حاضر موزه هنر لس‌آنجلس (LACMA) دو نقاشی از جیمز جارویز را در مجموعه دائمی خود نگهداری می‌کند. گالری ای‌دی اند دی، دانشگاه کالیفرنیا، در سانتا باربارا، نقاشی شماره ۵۹ از مجموعه «مکتب هادسن ریور» را از مجموعه روث شافنر در سال ۱۹۸۶ خریداری کرد.

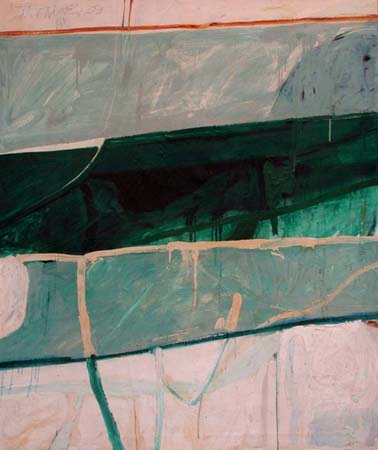
نقاشی از مجموعه هادسن ریور (۱۹۵۹). لس‌آنجلس. این تصویر کارهای قبلی جیمز جارویز را به‌تصویر می‌کشد که در نمایشگاه شانزدهم آمریکایی قرار گرفته بود.

## زندگی شخصی
جیمز جارویز در ۱۶ فوریه ۱۹۲۴ در ایندیاناپولیس، ایندیانا به‌دنیا آمد. پدرش جیمز الکسیس (۱۸۸۸–۱۹۶۵) و مادرش سوزان (کانلین) جارویز (۱۸۹۰–۱۹۷۸) نام داشتند. پدرش که در ترکیه از پدر و مادری فرانسوی به‌دنیا آمد، محقق مطالعات یونانی بود، و به پنج زبان صحبت می‌کرد و کلکسیونر عتیقه‌جات بود. پدر جارویز روی هم رفته به علایق جیمز جوان در هنر و فرهنگ اهمیت قائل بود. این خانواده که شامل خواهرانش جولیا و کاترین نیز می‌شدند، مدتی را در نیویورک و شیکاگو زندگی کردند، اما تا سال ۱۹۴۰ شهر پیتسبورگ در پنسیلوانیا اقامتگاه اصلی آن‌ها بود.
در سال ۱۹۴۲ خانواده جارویز به لس‌آنجلس نقل مکان کرد، در آن‌جا جیمز از دبیرستان جان مارشال فارغ‌التحصیل شد و پس از فارغ‌التحصیلی، در ۲۳ آوریل ۱۹۴۳ در ارتش ایالات متحده ثبت نام کرد. او دوران آموزش ارتش را در کمپ رابرتز، در کالیفرنیا گذراند و در همان‌جا برای آموزش تخصصی در نیروی هوایی ارتش در دانشگاه نبراسکا انتخاب شد. جارویز از سال ۱۹۴۴ تا ۱۹۴۵ در نیروی هوایی ارتش ایالات متحده مستقر در هایدلبرگ آلمان خدمت کرد. پس از جنگ، جارویز به سراسر فرانسه و آلمان سفر کرد. زمانی که در فرانسه بود، در کارگاه‌های خود در پاریس و بیاریتز، برای مدت کوتاهی با فرناند لژر به مطالعات تحقیقاتی پرداخت. در حین تحصیل در پاریس، جیمز با هنرمندی به نام ماتسومی مایک کانیمیتسو آشنا شد که در آن برهه آثار هنری جارویز را تحت‌تأثیر قرار داد.
جیمز در سال ۱۹۴۶ به لس‌آنجلس بازگشت و در دانشکده ادبیات، هنر و دانشکده هنرهای زیبا دانشگاه کالیفرنیای جنوبی (USC) ثبت‌نام کرده و زیر نظر فرانسیس دی اردلی و ادگار اوینگ مشغول تحصیل شد. جارویز در حین تحصیل در دانشگاه کالیفرنیای جنوبی، با همسرش اولیو لورین وبر که کارشناس ادبیات بود آشنا شد. در سال ۱۹۵۰ جیمز جارویز و لورین وبر در اینگلوود ایالت کالیفرنیا ازدواج کردند. این زوج صاحب پنج فرزند به نام‌های جیمز لورن، جولی لورن، ژان ماری، آنا الکسیس و ژان رنه شدند.
جارویز، همواره در طول زندگی حرفه‌ای خود تکنیک کلاژ ترکیبی را به‌کار بسته و توسعه داد. جارویز اشیاء دورریز و بازیابی، رنگ، مواد صنعتی و فلزات را در پالت‌های تک‌رنگ مشکی، خاکستری، سفید و بژ مونتاژ می‌کرد. در سال ۱۹۵۲ با مدرک کارشناسی هنرهای زیبا از دانشگاه کالیفرنیای جنوبی، دانشکده ادبیات، هنر و علوم، گروه هنرهای زیبا فارغ‌التحصیل شد. در همان سال، جایزه خرید «لامپ کریستال» گالری هنر آمریکایی ادیسون در نمایشگاه سالانه «مدرسه هنر آمریکا» به او اهدا شد.
در سال ۱۹۵۳ جارویز برای شرکت در کارگاه هنری ریکو لو برون بهدانشگاه ییل دعوت شد، او در آن‌جا دروس جوزف آلبرز را ممیزی کرد. در سال ۱۹۵۳، واحد فرانسه نیروی هوایی ایالات متحده، به لورین مأموریتی آموزشی پیشنهاد کرد که به او و همسرش فرصت سفر و تحصیل در سراسر اروپا را داد. پس از بازگشت به لس‌آنجلس، کارشناسی ارشد خود را در دانشکده هنرهای زیبای دانشگاه کالیفرنیای جنوبی، به پایان رساند.
جارویز در ترم پاییز ۱۹۵۶/۱۹۵۷، اصول طراحی و نقاشی را در دانشکده هنرهای زیبای دانشگاه کالیفرنیای جنوبی تدریس کرد. پس از انتصاب اضافی، جارویز عضو هیئت علمی در دانشگاه کالیفرنیای جنوبی شده و در طول سی سال بعد در این دانشگاه تدریس کرد.

سال‌های اولیه تدریس او در دانشگاه کالیفرنیای جنوبی، هم‌زمان با آغاز نقاشی‌های انتزاعی او با رنگ‌های نیز و نافذ بود، که عمدتاً بر روی تخته ماسونیت نقاشی شده بودند. در آن زمان جارویز مشغول مطالعه بر روی آشر دوراند و توماس کول، از نقاشان مکتب هادسن ریور در قرن نوزدهم بود. جارویز به رابطه عمیقی که بین نقاشان مکتب هادسن ریور و آثار انتزاعی خود وجود داشت پی برد. به‌حدی که نام سری جدید کارهای خود را «مجموعه مکتب هادسن ریور» گذاشت. این زمانی بود که جارویز شروع به ادغام محیط پیرامون خود در تمرین نقاشی‌هایش کرد. جارویز در کاتالوگ موزه هنر مدرن (MoMA) در سال ۱۹۵۹ به این مجموعه اشاره کرد و گفت:
«در فرایند بازخوانی واکنش‌هایم به محیط پیرامون، به درک جدیدی از نسل‌های قبلی نقاشان منظره‌نگاری آمریکا دست یافته‌ام. و احساس تألم خاصی برای هنرمندانی چون توماس کول، آشر بی دوراند، جان کنست و فردریک چرچ قائلم. مناظر خود در مجموعه مکتب هادسن ریور را به این نقاشان تقدیم کرده‌ام.
در طی پنج سال بعد، جارویز به‌طور منظم در دانشگاه کالیفرنیای جنوبی، در بخش طراحی، رسم و نقاشی تدریس کرد. در دوران حضور خود در این دانشگاه شروع به کاوش در فیگوراسیون انتزاعی کرد. این مجموعه از آثار فیگوراتیو، با عنوان مردی در اتاق، امکان آزمایش با قرار دادن طرح‌های نمایه یک انسان بر روی زمینه‌های رنگی و مناظر انتزاعی را فراهم کرد.
در سال ۱۹۵۸، پس از شرکت جارویز در یک نمایشگاه، نقاشی شماره ۲۸ از مجموعه مکتب هادسن ریور، توسط کارنگی تک (دانشگاه کارنگی ملون امروزی) خریداری شد. در اواخر سال ۱۹۵۸، نام جارویز در نمایشگاه «شانزدهم آمریکا» در موزه هنر مدرن نیویورک گنجانده شد. دوروتی کنینگ میلر متصدی نقاشی و مجسمه نمایشگاه، شش اثر جارویز را انتخاب کرد تا در کنار آثار جی. دی فیو، والی هندریک، جاسپر جانز، السورث کلی، آلفرد لسلی، لندس لویتین، ریچارد لیتل، رابرت مالاری، لوئیز نولبرگ، روبرت رائوس، نمایش ریچارد استانکیویچ، فرانک استلا، آلبرت اوربان، جک یونگرمن نمایش داده شود.
به‌دنبال این نمایشگاه‌ها، در اواخر دهه پنجاه و اوایل دهه شصت، شهرت و موفقیت زیادی نصیب جارویز شد. در سال ۱۹۵۹، نقاشی شماره ۶۱ مجموعه مکتب هادسن ریور توسط موزه هنر لس‌آنجلس خریداری شد. در سال ۱۹۶۰، نقاشی شماره ۳۲ مجموعه مکتب هادسن ریور برای موزه هنر مدرن، با بودجه لری آلدریچ خریداری شد. از جارویز به‌عنوان مدعو در دانشگاه ایالتی پنسیلوانیا تجلیل شد. در سال ۱۹۶۰، گالری آلبرایت ناکس در بوفالو، جارویز را به رسمیت شناخته و در نتیجه آن نقاشی شماره ۳۰ مجموعه مکتب هادسن ریور را خریداری کرد. به رسمیت شناخته شدن او در سطح بین‌المللی نیز در ارتباط با نمایشگاه بین‌المللی هنر در سال ۱۹۶۳ در دانشگاه مادرید نشأت گرفت.
جارویز پس از بازگشت به لس‌آنجلس در دهه شصت، سمت تدریس در کالج اکسیدنتال و مدرسه هنر کویینارد مؤسسه هنر کالیفرنیا را پذیرفت. جوزف اچ. هیرشورن، مجموعه‌دار مشهور هنر، هشت تابلوی جارویز، که همه از سری نقاشی‌ها و مناظر طبیعت بی‌جان در سال ۱۹۶۱ بودند را به مؤسسه اسمیتسونین واشینگتن، دی‌سی هدیه داد.
جارویز در طی سه دهه سمت‌های اداری و مدرسی کرسی‌های مختلف را پذیرفت. او پس از پذیرش سمت در دانشگاه کالیفرنیا، خانواده خود را به سانتا باربارا نقل مکان داد. جارویز تدریس در مؤسسه هنری سانتا باربارا و مدرسه هنرهای زیبای مؤسسه بروکس را پذیرفت. او به‌عنوان رئیس بخش نقاشی و مدیر پروژه‌های مؤسسه هنری سانتا باربارا انتخاب شد و در دهه هفتاد در کالج مورپارک جایزه کرسی هنرمند دریافت کرد. در کالج آکسنارد کالیفرنیا به‌عنوان استاد و رئیس دپارتمان هنرهای زیبا، هنرهای نمایشی، و بخش ارتباطات خدمت کرد. جیمز در دوران تصدی خود در آکسنارد، ده‌ها هنرمند جوان مشتاق از جمله هنری تیلور را راهنمایی کرد.
جارویز در سال ۲۰۰۴ از سوی کالج آکسنارد کالیفرنیا بازنشسته شد. او در ۹ دسامبر ۲۰۱۱ درگذشت.
جارویز در دهه پایانی عمر علاقه بیشتری به کار پیدا کرده بود. آثار ابتدایی او در یک نمایشگاهی انفرادی با عنوان «جیمز جارویز و مجموعه هادسن ریور» که توسط هنرهای زیبای لوئیس استرن سازمان‌دهی شده بود، به نمایش گذاشته شد. در این رویداد، جارویز در آخرین نمایشگاه انفرادی زندگی‌اش شرکت کرد. این نمایشگاه همراه با منتخبی از آخرین کارهای او بین سال‌های ۱۹۸۹ تا ۲۰۱۳ بود. این هنرمند ۹۱ ساله در مراسم افتتاحیه عمومی نمایشگاه شرکت کرد. سرانجام، جارویز در همان سال (۲۰۱۱) در خانه خود با آرامش درگذشت.

## نمایش‌ها

### نمایشگاه‌های انفرادی[۲۱]
- گالری فلیکس لاندو (۱۹۵۲/۱۹۵۵/۱۹۵۸/۱۹۶۰/۱۹۶۱/۱۹۶۴/۱۹۶۷/۱۹۶۹)
- گالری آلن، نیویورک (۱۹۶۷)[۲۲]
- گالری تیبو، نیویورک (۱۹۶۱)[۲۳]
- گالری سن خورخه، مادرید، اسپانیا (۱۹۶۳)
- گالری روث اس. شافنر،[۲۴] لس‌آنجلس (۱۹۷۴)
- جیمز جارویز و مجموعه هادسونریور، هنرهای زیبای لوئیس استرن، هالیوود غربی، کالیفرنیا: ۲۲ سپتامبر - ۱۰ نوامبر (۲۰۱۲)[۲۵]
- جیمز جارویز: کلاژهای ردوکس لوئیس استرن هنرهای زیبا، هالیوود غربی، کالیفرنیا: ۱۲ مارس - ۲۵ آوریل (۲۰۱۵)[۲۵]

### نمایشگاه‌های گروهی قابل توجه
- نمایشگاه پانزدهم آمریکایی - موزه لانگ بیچ (1957)[۲۶][۲۷][۲۸]
- نمایشگاه شانزدهم آمریکایی، موزه هنر مدرن، شهر نیویورک، نیویورک: ۱۶ دسامبر - ۱۵ فوریه ۱۹۵۸- ۱۹۵۹[۲۸][۲۹]